# Jan Pětr Jordan
Jan Pětr Jordan (ur. 15 lutego 1818 w Zischkowitz (Čěškecy); zm. 20 maja 1891 w Wiedniu) – serbołużycki slawista i publicysta.
W 1842 został wykładowcą slawistyki na Uniwersytecie w Lipsku. Na podstawie pracy "Gramatyka języka wendyjsko-serbskiego na Górnych Łużycach" uzyskał doktorat w Lipsku w 1843 roku. W 1843 założył „Jahrbücher für slavische Literatur, Kunst und Wissenschaft” – magazyn o tematyce slawistycznej. Jest również autorem słownika czesko-niemieckiego. Pod koniec lat 60. XIX wieku przeniósł się do Wiednia. Podczas pielgrzymki do Rzymu w 1881 został kawalerem papieskiego Orderu Świętego Grzegorza Wielkiego.